# 欧州研究会 (イギリス保守党)
欧州研究会または欧州研究グループ（European Research Group、ERG）は、欧州懐疑派の保守党所属議員の会。現在の会長はマーク・フランソワ。閣僚を含む21名の議員で構成されており、ブレグジットのワンイシューのみに焦点を当てている。

## 役員

### 会長
- マイケル・スパイサー卿（1994年 - 2001年）
- ヒースコート・アモリー（2001年 - 2010年）
- クリス・ヒートン・ハリス（2010年 - 2016年）
- スティーブ・ベイカー（2016年 - 2017年）
- スーラ・ブレイバーマン（2017年 - 2018年）
- ジェイコブ・リース＝モグ（2018年 - 2019年）
- スティーブ・ベイカー（2019年 - 2020年）
- マーク・フランソワ（2020年 - 現在）

### 副会長
- スーラ・ブレイバーマン（2016年 - 2017年）
- マイケル・トムリンソン（2016年 - 2018年）
- マーク・フランソワ（2018年 - 2020年）
- スティーブ・ベイカー（2018年 - 2019年）
- アンドレア・ジェンキンス（2019年 - 現在）
- デビッド・ジョーンズ（2020年 - 現在）

### 運営グループ会長
- バーナード・ジェンキン（2020-現在）

## 所属議員
- ビム・アフォラミ
- スティーブ・ベイカー
- アンドリュー・ブリッジャン
- クリストファー・チョープ
- ジェームズ・クリバリー
- テリー・ズコッフィー
- ロバート・コーツ
- デビッド・デイビス
- ジョナサン・ジャノグリ
- ジャッキー・ドイル＝プライス
- ジェームズ・ダッドリッジ
- イアン・ダンカン・スミス
- チャーリー・エルフィック
- スーラ・ブレイバーマン
- リアム・フォックス
- マーク・フランソワ
- マイケル・ゴーヴ
- クリス・グレイリング
- ジョナサン・ガリス
- クリス・ヒートン・ハリス
- ジェラルド・ハワース
- スチュワート・ジャクソン
- サジド・ジャヴィド
- バーナード・ジェンキン
- エレノア・ライン
- ポーリン・ラッタム
- アンドレア・レッドサム
- ブランドン・ルイス
- ピーター・リリー
- クレイグ・マッキンレイ
- キット・モルトハウス
- スティーブン・マクパートランド
- ナイジェル・ミルズ
- ペニー・モーダント
- ジェームズ・モリス
- デビッド・ナトール
- オーウェン・ペイターソン
- ジョン・ペンローズ
- クリストファー・ピンチャー
- ジェイコブ・リース＝モグ
- デビッド・ラフリー
- アレック・シェルブルック
- マーク・シモンズ
- ヘンリー・スミス
- デズモンド・スウェイン
- マイケル・トムリンソン
- マーティン・ヴィッカース
- アンジェラ・ワトキンソン
- ジョン・ウィッティングデール
- ビル・ウィギン
- マイク・ウッド